# Werner Herklotz
Werner Herklotz (* 25. Mai 1931 in Clausnitz) ist ein ehemaliger deutscher Politiker (SED) und Diplomat. Er war Botschafter der DDR in Somalia.

## Leben
Herklotz besuchte die Landesverwaltungsschule Sachsen sowie die Bezirksparteischule. Später absolvierte er ein Fernstudium an der Deutschen Akademie für Staats- und Rechtswissenschaft, das er als Diplom-Staatswissenschafter abschloss. Bis 1957 war Herklotz Stadtrat in Freiberg. Anschließend war er bis März 1963 Bürgermeister dieser Stadt. Zwischen 1963 und 1969 war er als Sekretär des Rates des Bezirks Karl-Marx-Stadt tätig. 
1969 wurde er als Mitarbeiter an die DDR-Handelsvertretung nach Sambia entsandt. Von 18. Mai 1970 bis Juni 1974 vertrat er die DDR als Botschafter in Mogadischu. Danach wurde er als Sektorenleiter im Ministerium für Auswärtige Angelegenheiten der DDR eingesetzt und wechselte 1976 als politischer Mitarbeiter in die Abteilung Internationale Verbindungen des ZK der SED.

## Auszeichnungen
- Banner der Arbeit (1976)
- Vaterländischer Verdienstorden in Bronze (1979)
- Verdienstmedaille der DDR

## Schriften (Auswahl)
- Die Volksrepublik Angola im antiimperialistischen Kampf. In: Einheit, Heft 4 (1976), S. 490–494 (zusammen mit Siegfried Büttner).
- Zur Rolle der Streitkräfte in der äthiopischen Revolution. In: Militärwesen, Heft 5 (1979), S. 20–24.
- Äthiopiens Werktätige vor der Gründung ihrer Partei. In: Neuer Weg, Heft 6 (1983), S. 239ff.